# 范宗沛
范宗沛（Fan Tsung-pei，1961年－），臺灣大提琴家、作曲家、配樂家，曾獲金馬獎、金曲獎、金鐘獎（三金）。

## 生平
范宗沛畢業於國立藝術專科學校（今國立臺灣藝術大學），曾經在國家交響樂團擔任大提琴首席九年。
范宗沛為無數電影、電視、舞台劇、音樂專輯擔任過作曲、編曲及演奏等工作，也是少數得過金曲獎、金鐘獎、金馬獎及亞太影展獎項的音樂人。

## 配樂作品
| 年代 | 作品           | 類型 |
| ---- | -------------- | ---- |
| 1984 | 我愛瑪麗       | 電影 |
| 1985 | 小平與小安     | 電視 |
| 1995 | 超級大國民     | 電影 |
| 1998 | 超级公民       | 電影 |
| 1999 | 曾經           | 電視 |
| 1999 | 將軍碑         | 電視 |
| 1999 | 鴿             | 電視 |
| 2000 | 汪洋中的一條船 | 電視 |
| 2000 | 夕陽山外山     | 廣播 |
| 2001 | 活得像個人樣   | 電視 |
| 2002 | 寒夜           | 電視 |
| 2002 | 那年夏天的浪聲 | 電視 |
| 2003 | 孽子           | 電視 |
| 2003 | 風中緋櫻       | 電視 |

## 專輯作品
《慾望的聲音》、《夕陽山外山 》、《范宗沛與孽子》、《范宗沛經典配樂選集》、《水色》、《一場誤會 》、《望不忘春風  》、《范宗沛 x 李哲音-優雅時光 》、《如風的行板 》、《致老情歌 》。

## 得獎記錄
| 1995年 | 以電影《超級大國民》獲得第32屆金馬獎「最佳電影配樂獎」                                                          |
| 1997年 | 以專輯《慾望的聲音》獲得第8屆金曲獎「最佳流行音樂演奏專輯獎」                                                   |
| 1998年 | 以萬仁執導的電影《超級公民》榮獲亞太影展最佳電影配樂獎                                                          |
| 1999年 | 以電視戲劇《曾經》、《將軍碑》入圍「最佳音樂音效獎」                                                            |
| 2000年 | 以電視戲劇《曾經》獲第35屆金鐘獎「最佳音樂音效獎」 以專輯《七星海》入圍第11屆金曲獎「流行音樂類最佳演奏專輯獎」 |
| 2002年 | 以專輯《故事》專輯入圍第13屆金曲獎「最佳流行音樂演奏專輯獎」                                                    |
| 2003年 | 以電視戲劇《孽子》配樂，獲金鐘獎「最佳音樂音效獎」                                                              |
| 2004年 | 以專輯《孽子》獲第15屆金曲獎「最佳流行音樂演奏專輯獎」                                                          |
| 2005年 | 以專輯《風中緋櫻電視原聲帶》入圍第16屆金曲獎「最佳流行音樂演奏專輯」獎                                          |
| 2014年 | 以專輯《望不忘春風》專輯入圍第13屆美國獨立音樂獎「器樂專輯獎」                                                  |
| 2015年 | 以專輯《范宗沛 x 李哲音 -優雅時光》榮獲2015華語金曲獎「最佳古典專輯」                                           |
| 2023年 | 以專輯《熟成式》入圍第1屆浪潮音樂大賞「最佳演奏專輯」獎                                                         |